# Liste der Baudenkmäler in Langenfeld (Mittelfranken)
Auf dieser Seite sind die Baudenkmäler in der mittelfränkischen Gemeinde Langenfeld zusammengestellt. Diese Tabelle ist eine Teilliste der Liste der Baudenkmäler in Bayern. Grundlage ist die Bayerische Denkmalliste, die auf Basis des Bayerischen Denkmalschutzgesetzes vom 1. Oktober 1973 erstmals erstellt wurde und seither durch das Bayerische Landesamt für Denkmalpflege geführt wird. Die folgenden Angaben ersetzen nicht die rechtsverbindliche Auskunft der Denkmalschutzbehörde.
 Diese Liste gibt den Fortschreibungsstand vom 19. Dezember 2020 wieder und enthält 14 Baudenkmäler.

## Baudenkmäler nach Gemeindeteilen

### Langenfeld
| Lage                        | Objekt                                             | Beschreibung | Akten-Nr.     | Bild           |
| --------------------------- | -------------------------------------------------- | --- | ------------- | -------------- |
| Bahnhofstraße 20 (Standort) | Bahnhof, Empfangsgebäude                           | Gattungstyp IV, zweigeschossiger Sandsteinquaderbau mit Satteldach, Freitreppe, Lisenengliederung, Rundbogenfenstern mit Brüstungsfeldern im Erdgeschoss, profilierten Stichbogenrahmungen im Obergeschoss und Oculus im Giebel, um 1865 | D-5-75-138-13 | BW             |
| Flößleinstraße 2 (Standort) | Wohnstallhaus                                      | Zweigeschossiger Walmdachbau mit verputztem Fachwerkobergeschoss und glatter Hausteinrahmung, erste Hälfte 19. Jahrhundert | D-5-75-138-1  | weitere Bilder |
| Friedhofsweg (Standort)     | Friedhof, Friedhofsmauer                           | Bruchstein- und Quadermauerwerk aus Sandstein mit Torpfeilern und Außentreppe, 1781, erweitert 1824 | D-5-75-138-3  | weitere Bilder |
| Friedhofsweg (Standort)     | Friedhof, Grabmäler                                | Drei klassizistische Sandsteinmonumente, zweite Hälfte 18. Jahrhundert und erste Hälfte 19. Jahrhundert | D-5-75-138-3  | weitere Bilder |
| Hambühler Weg 3 (Standort)  | Scheune                                            | Eingeschossiger Sandsteinquaderbau mit Steilsatteldach, südlich Satteldachanbau mit Rundbogenportal, bezeichnet „1833“ und „1853“ | D-5-75-138-14 | weitere Bilder |
| Am Hambühler Weg (Standort) | Futtermauer                                        | Bruchstein, erste Hälfte 19. Jahrhundert | D-5-75-138-14 | weitere Bilder |
| Hambühler Weg 4 (Standort)  | Turmkuppel                                         | 18. Jahrhundert, auf Kirchenneubau von 1969 | D-5-75-138-2  | weitere Bilder |
| Hauptstraße (Standort)      | Scheune                                            | Giebelständiger Sandsteinbau aus unregelmäßigen Steinquadern mit Satteldach und rundbogiger Toreinfahrt, bezeichnet „1856“ | D-5-75-138-4  | weitere Bilder |
| Hauptstraße 10 (Standort)   | Ehemaliges Amtsgericht und Wohnstallhaus           | Zweigeschossiger Walmdachbau mit verputztem Fachwerkobergeschoss, Ecklisenen und Gurtgesims, zweite Hälfte 18. Jahrhundert | D-5-75-138-5  | weitere Bilder |
| Hauptstraße 14 (Standort)   | Ehemalige Poststation, bis 1883 mit Gastwirtschaft | Lang gestreckter, zweigeschossiger, verputzter Sandsteinquaderbau mit Walmdach, rundbogiger Tordurchfahrt und Portal mit Freitreppe, gegliedert durch genutetes Sockelgeschoss, breite Ecklisenen, Gurtgesims und Putzfelderung, 1805    | D-5-75-138-6  | weitere Bilder |
| Hauptstraße 18 (Standort)   | Pfarrhaus                                          | Zweigeschossiger Walmdachbau mit Lisenengliederung, rechteckigen glatten Hausteinrahmungen und Brüstungsfeldern, um 1800 | D-5-75-138-7  | weitere Bilder |
| Hauptstraße 19 (Standort)   | Gasthaus                                           | Zweigeschossiger Walmdachbau über Hakengrundriss, Fassade aus Sandsteinquadermauerwerk mit Gurtgesims, Ecklisenen und geohrten Fensterrahmungen, andere Seiten mit Fachwerkobergeschoss, 18. Jahrhundert                                 | D-5-75-138-8  | weitere Bilder |
| Hauptstraße 20 (Standort)   | Ehemaliges Schloss, sogenanntes Neues Schloss      | Zweigeschossiger Walmdachbau mit Fledermausgauben, Hausteinrahmungen und Portal mit Pilasterrahmung, darüber Relief, bezeichnet „1812“                                                                                                   | D-5-75-138-9  | weitere Bilder |
| Schulstraße 10 (Standort)   | Wohnhaus                                           | Zweigeschossiger Satteldachbau, Fachwerk, erdgeschossig Gitterkonstruktion, Obergeschoss und Giebel mit K-Streben, 18. Jahrhundert | D-5-75-138-10 | weitere Bilder |

### Hohenholz
| Lage                   | Objekt            | Beschreibung | Akten-Nr.     | Bild |
| ---------------------- | ----------------- | --- | ------------- | ---- |
| Hohenholz 1 (Standort) | Gutshof, Wohnhaus | Zweigeschossiger Schopfwalmdachbau mit Fachwerkobergeschoss, Gitterfachwerk mit Streben, Sandsteinrahmungen im Erdgeschoss, bezeichnet „1786“ | D-5-75-138-11 | BW   |
| Hohenholz 1 (Standort) | Gutshof, Scheune  | Fachwerkbau mit Schopfwalmdach und zwei Toren, um 1786                                                                                        | D-5-75-138-11 | BW   |

### Lamprechtsmühle
| Lage                          | Objekt | Beschreibung | Akten-Nr.     | Bild |
| ----------------------------- | ------ | --- | ------------- | ---- |
| Lamprechtsmühle 78 (Standort) | Mühle  | Eingeschossiger Bau mit hohem Satteldach und Dachreiter als Glockentürmchen, Rundbogenportal bezeichnet „1591“, Mauern massiv unterfangen, hausteingerahmte Rundbogenfenster in Giebelwand eingesetzt, 1891 | D-5-75-138-12 | BW   |